# Arany Egyszarvú Patikamúzeum
Az Arany Egyszarvú Patikamúzeumot Kőszegen, az egykori „Apotéka az Arany Egyszarvúhoz” gyógyszertár épületében rendezték be. Az épületet a 18. század végi állapotnak megfelelően állították helyre. Állandó kiállításának anyagát Vas vármegye 17-19. századi polgári és szerzetesi patikáinak emlékeiből válogatták össze.
Itt kapott helyet a megyei múzeumi szervezet gyógyszerészet-történeti kiállítása, aminek legértékesebb tárgyegyüttese az egykori kőszegi jezsuita patika 1737 és 1743 között készített bútorzata. Az első helyiségben mutatják be a vármegye legrégibb gyógyszerészettörténeti dokumentumait, a jezsuita patika írásos emlékeit és a múzeum épületének történetét. A nagyteremben a gyógyszerészeti gyakorlat eszközeit és azok fejlődését állították ki, így a mérés és a vizsgálat eszközeit, a régi gyógyászat anyagait. Nyomon követhetjük a patikaedények formaalakulását a 17. és a 20. század között. Az utolsó teremben a gyógyszerkiadáshoz szükséges eszközöket mutatják be: itt látható a hazai viszonylatban páratlan gyógynövényszárító padlástér, a gyógynövények szárítására, feldolgozására szolgáló drogpadlás. Ma is itt szárítják a múzeum botanikus kertjében bemutatott, mintegy nyolcvanféle, elsősorban a 18. században használt gyógynövényt, és ez kellemes illattal tölti meg a helyiséget.